# Klammer – Chasing the Line
Klammer – Chasing the Line (Arbeitstitel Klammer) ist ein österreichischer Spielfilm von Andreas Schmied aus dem Jahr 2021 mit Julian Waldner als Franz Klammer und Valerie Huber als dessen damalige Freundin und spätere Ehefrau Eva.

## Handlung
Die Filmhandlung fokussiert sich auf die Tage rund um den Abfahrtslauf der Olympischen Winterspiele am 5. Februar 1976 am Patscherkofel bei Innsbruck und den Druck, der auf dem damals 22-jährigen Abfahrtsläufer Franz Klammer lastete.
Nachdem Klammer in der letzten Saison zahlreiche Abfahrtsläufe gewonnen hat, steigt der Erwartungsdruck von Presse und Öffentlichkeit, die Hoffnungen vieler Österreicher liegen auf dessen Schultern. Sein Skihersteller und Sponsor bedrängt ihn aus Werbegründen kurz vor dem Rennen die Ausrüstung zu wechseln, außerdem verschlechtern sich die Wetterbedingungen von Tag zu Tag. Unterstützt wird Klammer dabei von seiner damaligen Freundin und späteren Ehefrau Eva.

## Produktion und Hintergrund
Die Dreharbeiten fanden an mehr als 30 Drehtagen ab dem 15. Februar 2021 bis Anfang April 2021 in Kärnten, Tirol und Wien statt. Gedreht wurde unter anderem in der Ortschaft Zwickenberg in Kärnten sowie am Patscherkofel bei Innsbruck. Drehort für die nachgestellte Olympia-Pressekonferenz war die Wiener Stadthalle.
Unterstützt wurde die Produktion vom Österreichischen Filminstitut, vom Filmfonds Wien, von Filmstandort Austria (FISA), von Cine Tirol und der Carinthia Film Commission (CFC, Land Kärnten und Kärnten Werbung). Beteiligt waren der Österreichische Rundfunk und ServusTV sowie die Sabotage Filmproduktions GmbH. Produziert wurde der Film von der Epo-Film (Produzenten Jakob Pochlatko und Dieter Pochlatko) und der Samsara Filmproduktion (Produzenten Loredana Rehekampff und Andreas Schmied) in Koproduktion mit Sabotage Films Wien (Koproduzenten Tom Brunner und Gernot Schaffler).
Das Drehbuch schrieb Regisseur Andreas Schmied gemeinsam mit seiner Frau Elisabeth. Die Kamera führten Xiaosu Han und Andreas Thalhammer. Für Ton und Sound Design zeichneten Herbert Verdino und Bernd Dormayer verantwortlich, für das Kostümbild Theresa Ebner-Lazek und für das Szenenbild Rudolf Czettel, für die Maske Sam Dopona und Verena Eichtinger und für das Casting Nicole Schmied. Für die Action-Unit Skiaufnahmen war Gerald Salmina (Streif – One Hell of a Ride, Manaslu – Berg der Seelen) von Planet Watch verantwortlich. In Österreich übernahm Constantin Film Austria den Filmverleih, den Weltvertrieb übernahm Picture Tree International.
Das Gesamtbudget betrug rund 5,5 Millionen Euro. Im Vorfeld der Produktion war Franz Klammer eingebunden, ebenso wie auch andere Protagonisten von damals, wie etwa Bernhard Russi. Als Double für die Szenen beim Skifahren fungierte Daron Rahlves.
Im Umfeld der Dreharbeiten feierten zwanzig Mitglieder einer Filmcrew im März 2021 eine „Corona-Party“ in einem Hotel in Igls in Tirol. Im Juni 2021 wurde ein erster Trailer veröffentlicht. Der englische Titel Chasing the Line bezieht sich auf die riskante Linie, die Klammer in dem Rennen am Patscherkofel suchte.

## Veröffentlichung
Premiere war am 27. September 2021 am Zurich Film Festival. Der Film kam am 28. Oktober 2021 in die österreichischen Kinos.
Die Erstausstrahlung auf ServusTV erfolgte am 29. Jänner 2022. Im ORF wurde der Film erstmals am 5. Februar 2022 gezeigt, am Tag genau 46 Jahre nach Klammers Sieg. Unter dem Titel Innsbruck 1976 – Die Sternstunde von Franz Klammer sendete ORF 2 außerdem am 4. Februar 2022 eine Analyse von Oliver Polzer und Armin Assinger zu den Originalbildern von damals. Im Anschluss an die ORF-Erstausstrahlung des Spielfilmes erfolgte die ORF-Premiere der Dokumentation Klammer gegen Russi – Das Rennen ihres Lebens.
Auf Netflix wurde der Film am 8. Februar 2022 veröffentlicht. Von Ende Mai bis Mitte Juni 2022 wurde der Film beim German Film Festival in Melbourne in der Sektion Beyond Berlin – Austrian Cinema gezeigt.

## Rezeption

### Kritiken
Matthias Greuling meinte in der Wiener Zeitung, dass das Setting sehr an Rush – Alles für den Sieg erinnern würde, wenngleich der Fokus auf andere, hintergründigere Details liege. Insgesamt sei der Film gefällig erzählt, sympathisch besetzt und doch mit einiger Rasanz umgesetzt.
Dominik Kamalzadeh dagegen befand auf derStandard.at, dass man allmählich den Eindruck gewinne, dass der Film eigentlich nichts so richtig problematisieren möchte. Harmonie sei gefragt. Die Dynamiken innerhalb des österreichischen Teams seien nur rudimentär entworfen. Konflikte bleiben eher auf das Niveau „Böser Lehrer, wilde Buben, die Bier trinken“ beschränkt. Stilistisch sei der Film als Retro-Fahrt in die 1970er-Jahre entworfen, die Ausstattung sei besonders stimmig, das Licht aber schon ein wenig zu Österreich-Werbung-tauglich, farblich allzu oft ins Buttrige neigend. Klammers Triumph gerinne zum kitschigen Emblem des nationalen Zusammenhalts.

### Quote
Die Erstausstrahlung auf ServusTV verfolgten fast 600.000 Zuseher (Nettoreichweite) und durchschnittlich 307.000, der Marktanteil lag bei 11,2 Prozent. Im ORF sahen den Film bei Erstausstrahlung durchschnittlich 904.000 Personen bei einem Marktanteil von 32 Prozent. Der dokFilm Klammer gegen Russi – Das Rennen ihres Lebens erreichte durchschnittlich 658.000 Seher bei einem Marktanteil von 28 Prozent.

## Auszeichnungen und Nominierungen
Romyverleihung 2022
- Auszeichnung in der Kategorie Entdeckung männlich (Julian Waldner)[32]
- Nominierung in der Kategorie Bester Film TV/Stream (Jakob und Dieter Pochlatko, Loredana Rehekampff, Andreas Schmied)[33]
- Nominierung in der Kategorie Beste Kamera TV/Stream (Xiaosu Han und Andreas Thalhammer)
- Nominierung in der Kategorie Bester Schnitt TV/Stream (Gerd Berner)
- Auszeichnung in der Kategorie Beste Produktion[34]

Österreichischer Filmpreis 2022
- Nominierung für das Beste Kostümbild (Theresa Ebner-Lazek)
- Nominierung für den Besten Schnitt (Gerd Berner)